# Cluster management
Un outil de cluster management ou de gestion de grappes de serveurs fait le plus souvent référence à une interface graphique (GUI) ou une application logicielle de gestion des nœuds informatiques d'une grappe de serveurs. Un outil de management de cluster permet de configurer, déployer et gérer l'utilisation des services sur différents nœuds. Dans certains cas, l'outil de gestion ne sert qu'à déployer des services sur la grappe de serveurs (ou cloud).

## Solutions gratuites et open source
- Apache Mesos, de Apache Software Foundation
- Kubernetes, founded by Google Inc, from the Cloud Native Computing Foundation
- Linux Cluster Manager (LCM)
- Heartbeat, de Linux-HA
- oneSIS, de onesis
- OpenHPC
- MAAS, from Canonical
- Nomad, from HashiCorp
- Rocks Cluster Distribution, de rocksclusters
- SCMS.pro, de scms pro
- Stacki, from StackIQ
- Ultra Monkey, de ultramonkey
- YARN, distribué par Apache Hadoop
- xCAT
- Clinit
- Warewulf
- Foreman

## Solutions privées
- Bright Cluster Manager, de Bright Computing
- CycleServer HPC manager, de Cycle Computing
- Cluster Server, de Microsoft
- IBM Tivoli System Automation for Multiplatforms, par IBM
- Insight Cluster Management Utility (CMU), par HP
- Scyld ClusterWare, par Penguin Computing
- StackIQ Enterprise Cluster Manager, par StackIQ
- Etu Software Appliance, par Etu Solutions

### Cluster management
- Adaptive Control of Extreme-scale Stream Processing Systems Rapport de la 26e conférence internationale IEEE
- Design, implementation, and evaluation of the linear road benchmark on the stream processing core Rapport de la conférence 2006 ACM SIGMOD internationale.